# Google bombing
Il google bombing (ovvero «bombardamento Google») è la tecnica usata per sfruttare una caratteristica dell'algoritmo PageRank usato dal motore di ricerca Google in base alla quale viene attribuita importanza ad una pagina in rapporto a quanti link verso essa si trovano all'interno di altri siti web; in sostanza, più persone parlano di una data pagina attraverso l'inserimento di un suo link entro altri siti, più importante diventa la pagina stessa.
Ad esempio, inserendo in molti blog diversi link dal testo «miserable failure» (miserabile fallimento) che puntava alla biografia di George W. Bush, alcuni blogger statunitensi sono riusciti a fare in modo che, cercando quelle parole su Google, il primo risultato visualizzato fosse proprio la biografia di Bush. L'iniziativa è stata poi ripresa anche in alcuni blog italiani (cercando «incapace» il primo risultato era la biografia del ministro Giuliano Urbani).
Le motivazioni principali che spingono gli autori delle «bombe» sono il divertimento, la brama di notorietà, ma tuttavia non mancano quelle spinte da ragioni politiche o di attivismo digitale: in quest'ultimo caso le bombe fanno in modo di «recapitare un messaggio», diventando una sorta di arma in mano al popolo della rete per far ascoltare il proprio messaggio.

## La risposta di Google
La posizione ufficiale di Google in merito è che questi "effetti collaterali" non danneggiano la qualità del servizio in generale. L'ordine dei risultati infatti è influenzabile soprattutto su termini che avrebbero generato pagine con basso valore di PageRank.
Google ha anche implementato un attributo rel=nofollow che è possibile aggiungere al tag <A> in HTML per inserire link che non saranno considerati nel calcolo del PageRank. Attualmente, tutti i link esterni nelle pagine di Wikipedia sono generati con questo attributo, in modo da evitare che si sfrutti Wikipedia (e il suo elevato PageRank) per queste campagne.
Dall'inizio del 2007 Google ha aggiornato l'algoritmo del suo crawler, Googlebot, per evitare gli effetti del Googlebombing. Nel suo blog Google spiega perché ha preferito una via automatizzata anziché "riparare" manualmente il centinaio, circa, di casi di Googlebombing conosciuti.